# 三重県総合教育センター
三重県総合教育センター（みえけんそうごうきょういくセンター、英称：Mie Prefectural Education Center）は、三重県が設置する教育に関する研究及び教育関係職員の研修を行う機関である。

## 概要
三重県総合教育センターは三重県における教育の振興を図るため、1977年前身の三重県教育研究所を廃止して設置され、三重県教育委員会事務局の本庁組織で運営される。

## 所在地
- 三重県総合教育センター - 三重県津市大谷町12番地

## 事業
事業内容は下記の通りである。
1. 教育に関する専門的技術的事項の調査及び研究に関すること
2. 教育関係職員の研修に関すること
3. 教育相談等の教育サービスに関すること
4. 前項に掲げるもののほか、三重県教育委員会が必要と認める事業

## 沿革
- 1966年（昭和41年）4月 三重県教育研究所設置
- 1977年（昭和52年）4月 三重県総合教育センターに改組
- 2002年（平成14年）4月 三重県教育委員会事務局本庁組織に改編

## 組織
- 三重県教育委員会事務局
  - 研修企画・支援課
  - 研修推進課